# Gäddegyl (Härlunda socken, Småland, 626127-142001)
Gäddegyl är en sjö i Älmhults kommun i Småland och ingår i Skräbeåns huvudavrinningsområde. Sjön har en area på 0,0983 kvadratkilometer och ligger 159 meter över havet.

## Delavrinningsområde
Gäddegyl ingår i det delavrinningsområde (625913-142014) som SMHI kallar för Utloppet av Södra Grytsjön. Medelhöjden är 169 meter över havet och ytan är 14,47 kvadratkilometer. Det finns inga avrinningsområden uppströms utan avrinningsområdet är högsta punkten. Grytån som avvattnar avrinningsområdet har biflödesordning 3, vilket innebär att vattnet flödar genom totalt 3 vattendrag innan det når havet efter 56 kilometer. Avrinningsområdet består mestadels av skog (67 procent) och öppen mark (14 procent). Avrinningsområdet har 1,2 kvadratkilometer vattenytor vilket ger det en sjöprocent på 8,3 procent.